# 烏溪沙青年新村
烏溪沙青年新村（英語：Wu Kai Sha Youth Village）位於香港新界沙田區馬鞍山烏溪沙鞍駿街2號，由香港中華基督教青年會管轄，為全港宿營宿位最多及佔地面積最大的營地，面積11公頃，可容納1092名（宿營）及600名（日營）營友入住，設備齊全。

## 歷史

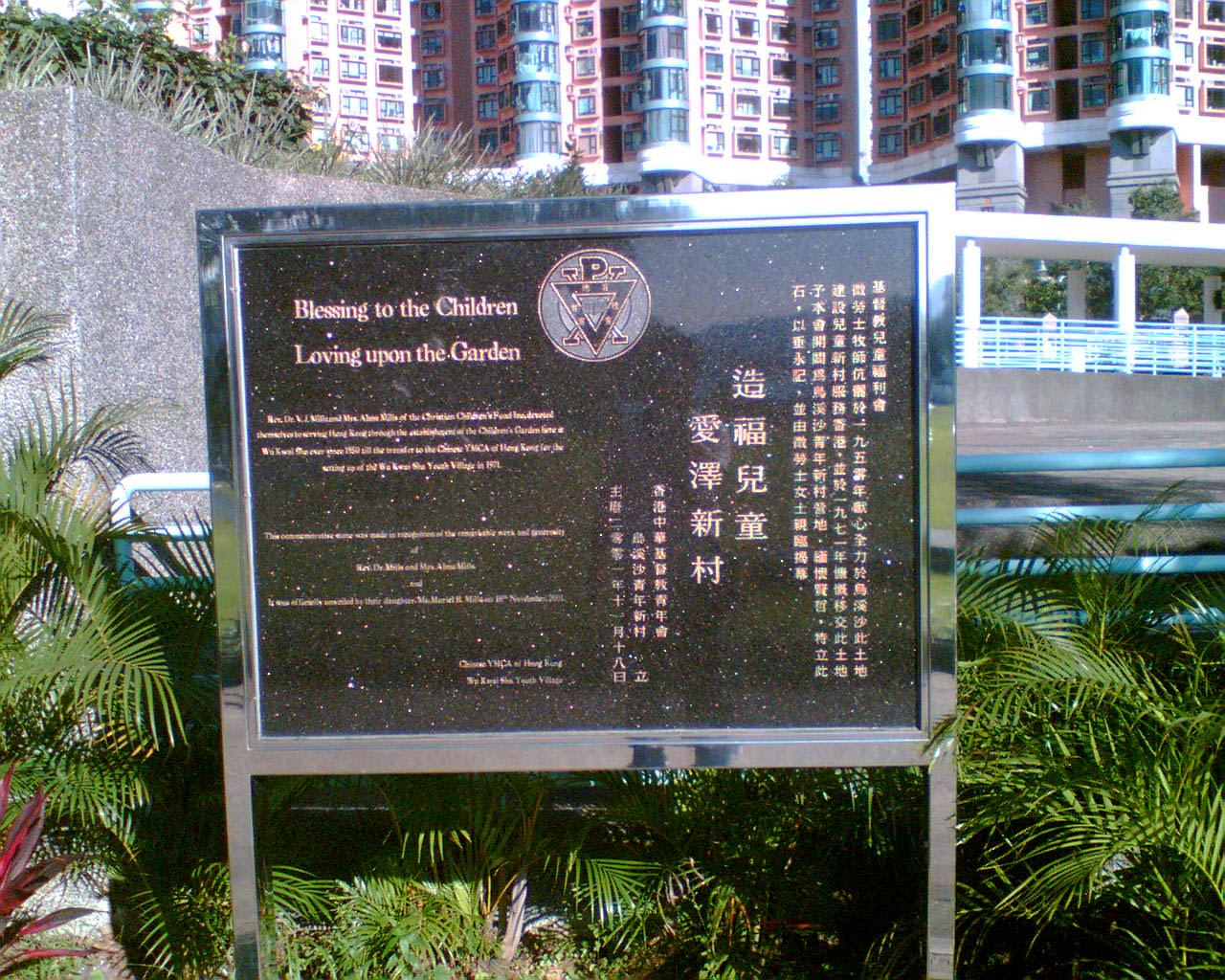
紀念石牌

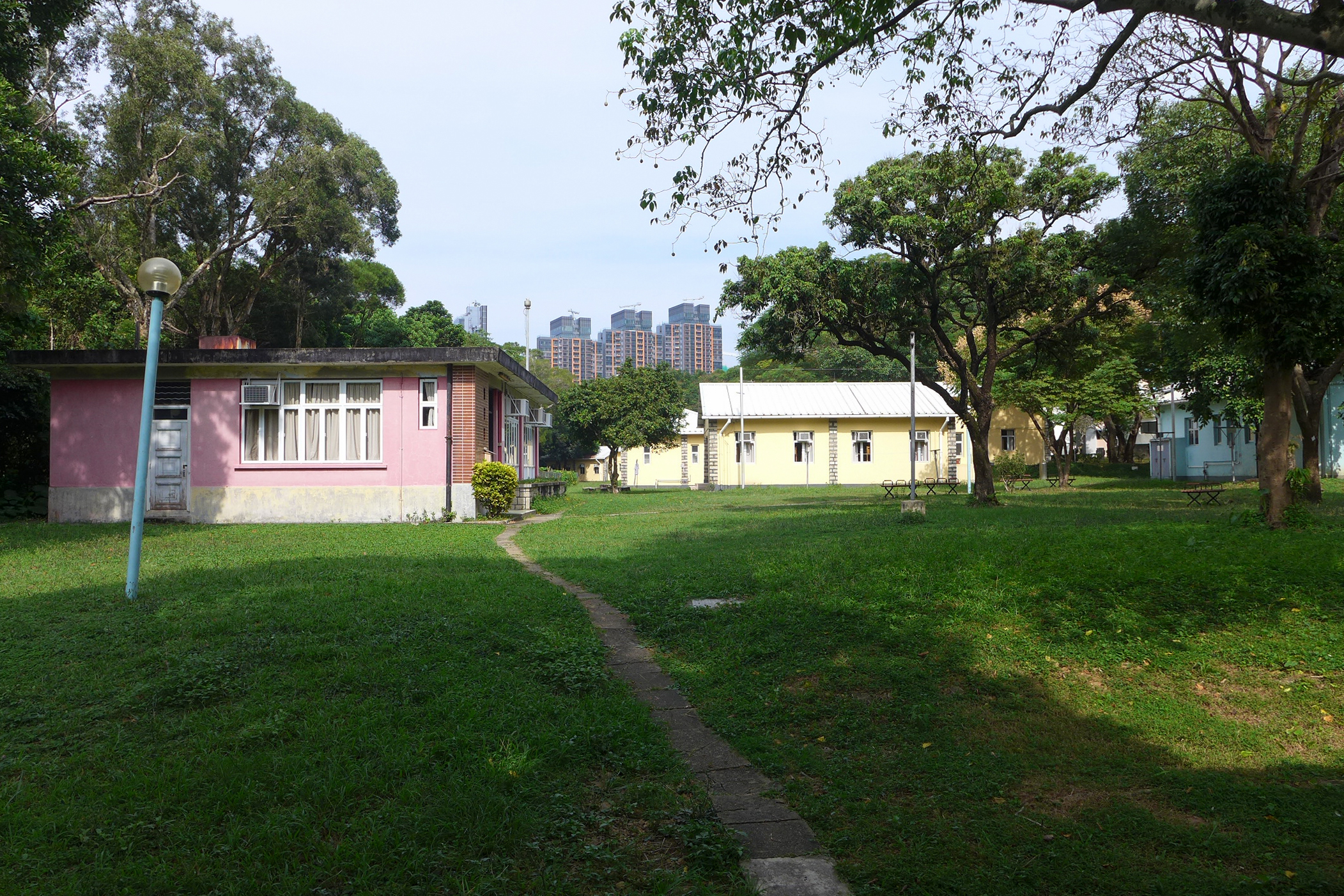
營地

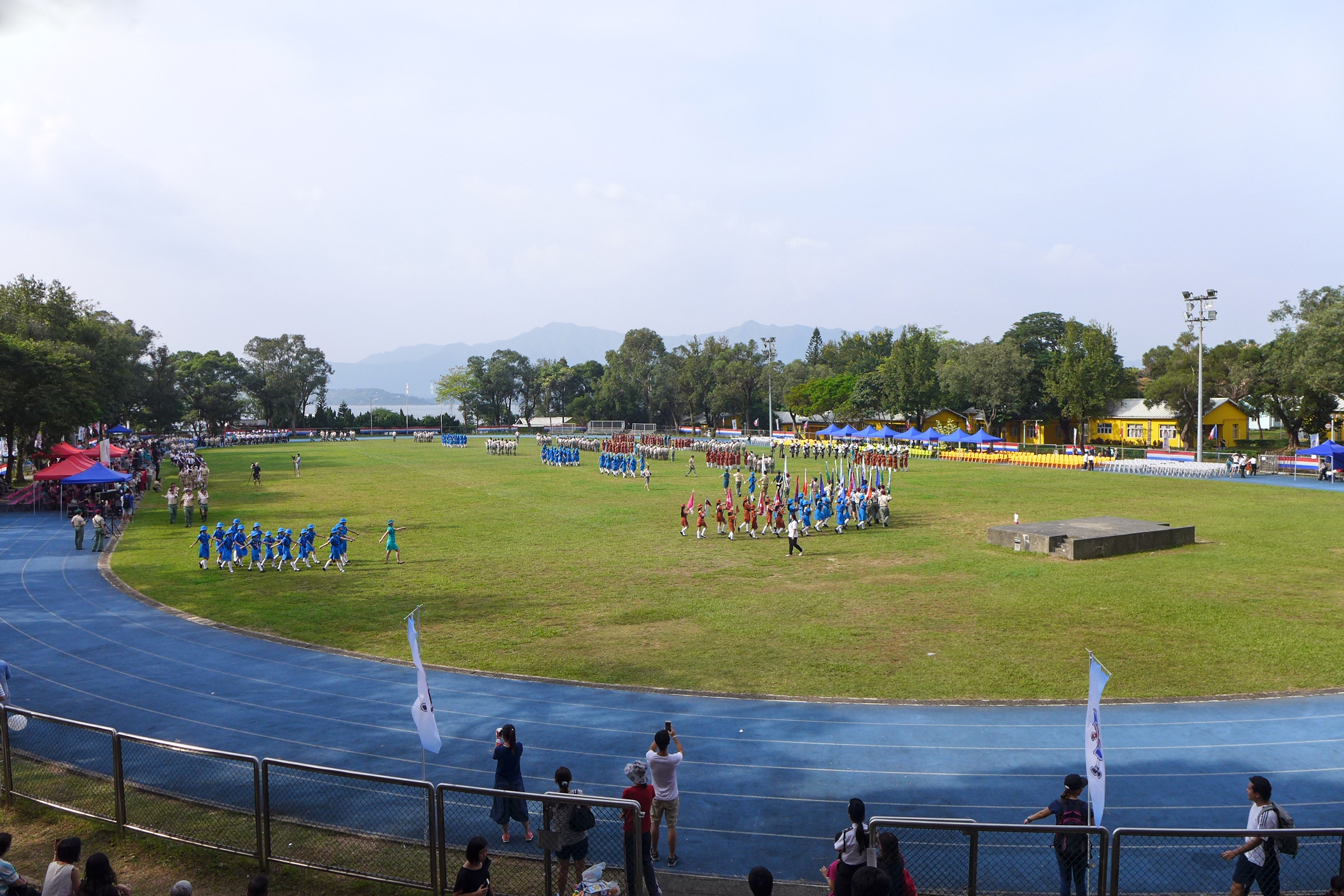
草地足球場

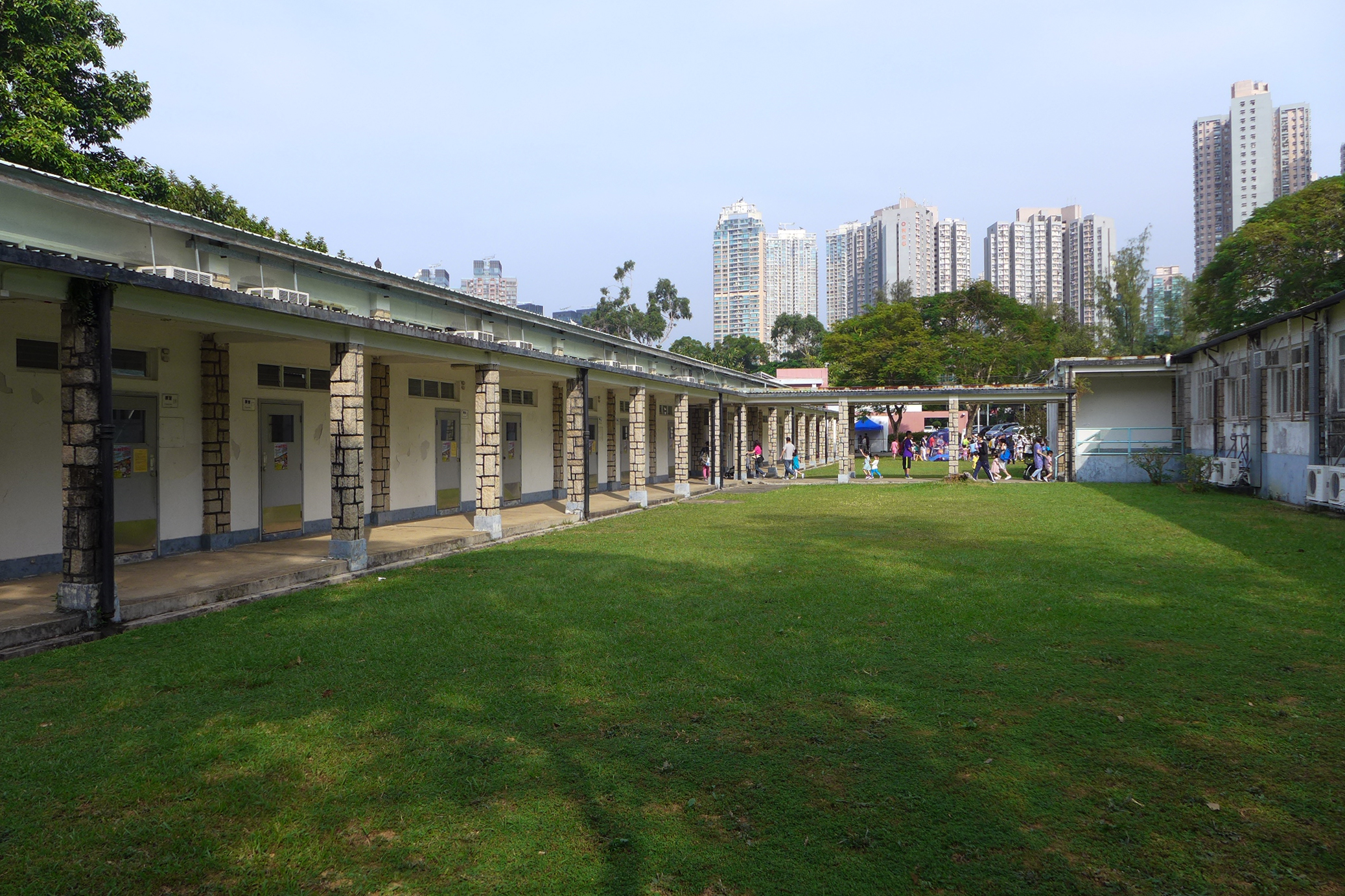
課室外的草地

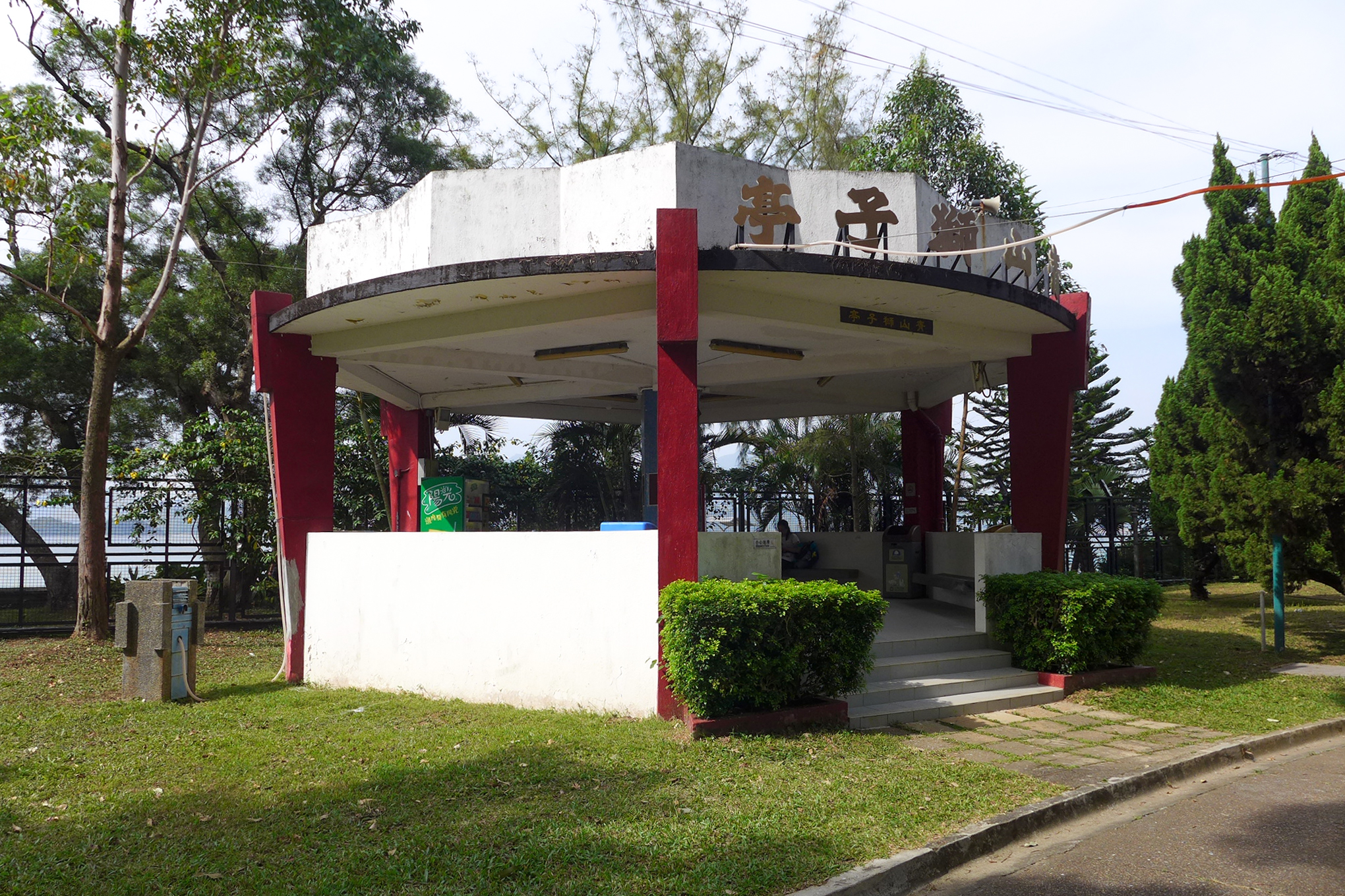
1973年建成的獅子亭

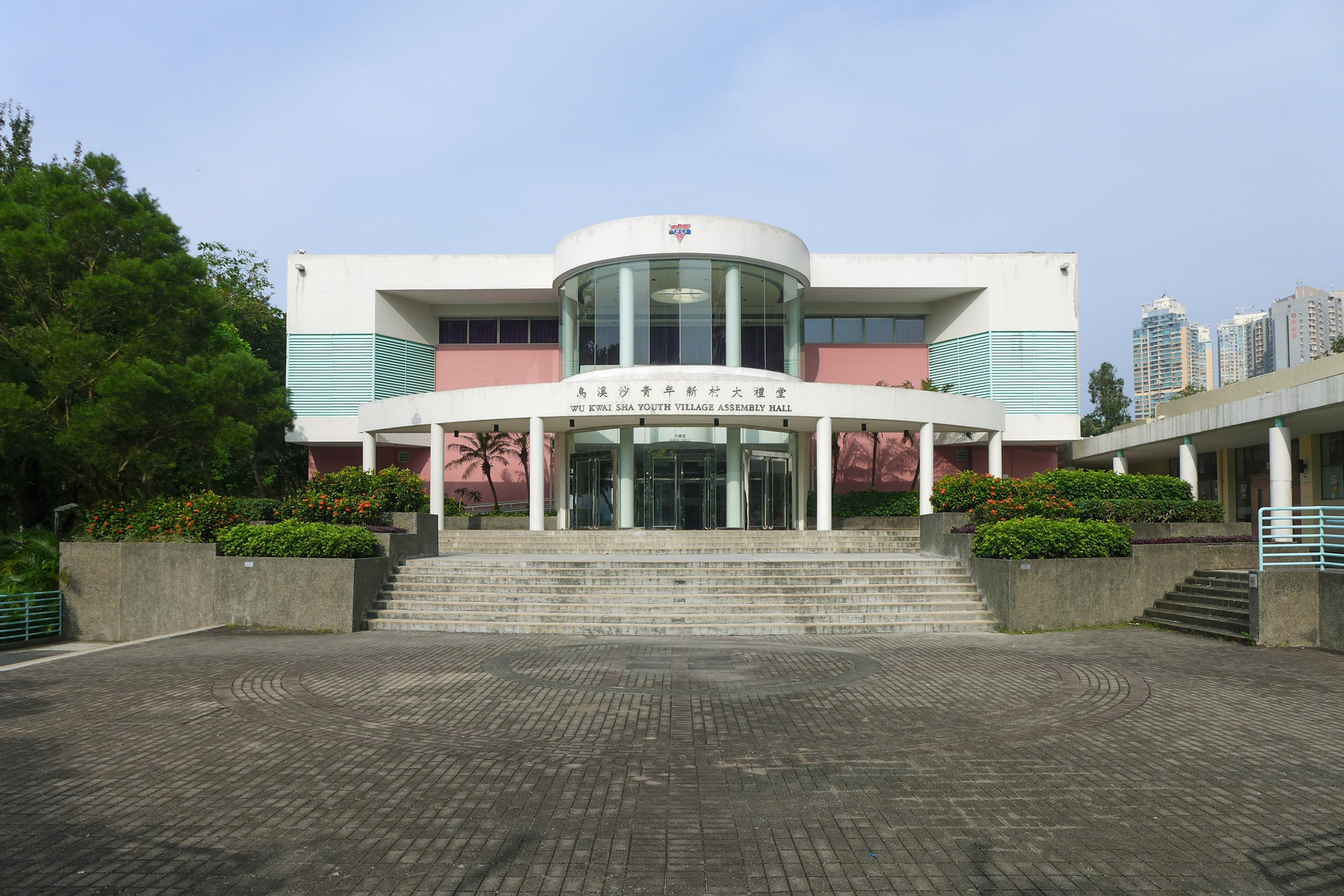
大禮堂

總部設於北美洲美國弗吉尼亞州的基督教兒童福利會（Christian Children's Fund）海外區主任微勞士牧師（Rev. Verent John Russell Mills）伉儷於1951年秋季來到香港。1950年初，中國政權易手，成千上萬的難民湧進香港，其中有300名兒童是來自中國廣州由微牧師成立的中國兒童基金會（China's Children Fund, 簡稱CCF）的孤兒院，為了收養當時的孤兒及提供兒童福利，便向香港政府購入烏溪沙一幅土地作為孤兒院。他的行為感動了其他有份參加競投的地產商，到了開投之日，竟然沒有一個地產商出席，使他得以每平方呎一毛錢的價錢，總數12萬港元購得該幅可供興建60多間平房的土地，微牧師用了5年時間，親自駕駛剷泥車，建築院校。1955年，孤兒院落成，並定名為「烏溪沙兒童新村」（Children's Garden）。印度的甘地夫人也遠道前來拜訪這個兒童之家。兒童新村收容了逾千位孤兒，內有自成系統的道路網、自給自足的水塘、醫院、中小學校、教職員宿舍、可容千多人的禮堂、標準大型足球場等康樂體育設施、實驗農場、金工、木工實習工場等，並有66間屋舍（cottage），稱之為「家」，每家住13名兒童，由一名褓姆充當「媽媽」之職。這個創新的意念，是要使孤兒院更像一個家，讓兒童身心得到健全的發展。
至1971年兒童院護服務結束後，透過一連串的聯絡手續，兒童新村的土地移交予香港中華基督教青年會（Chinese Y M C A of Hong Kong），發展成營地，雖然當時在法律上是一項買賣手續，但賬面價值只是港幣一元，並改名為香港中華基督教青年會烏溪沙青年新村。
昔日因為未發展道路，來往營地需要於馬料水乘搭街渡前往。1980年代，香港政府發展馬鞍山新市鎮，其後青年會與新鴻基地產合作，將部分烏溪沙青年新村用地改為興建私人屋苑「雅典居」，而新地則代為重建部分青年新村營舍。

## 營內設備
大禮堂、8間小禮堂、8間多用途活動室、禮拜堂、食堂、露天茶座、燒烤場、綜合視聽室、卡拉OK室、電子遊戲機室、游泳池、嬉水游泳池、攀石牆、射箭場、繩網陣、草地足球場、全天候6線跑道、雪屐場、籃球場、排球場、羽毛球場、網球場、兒童遊樂場及乒乓球室。

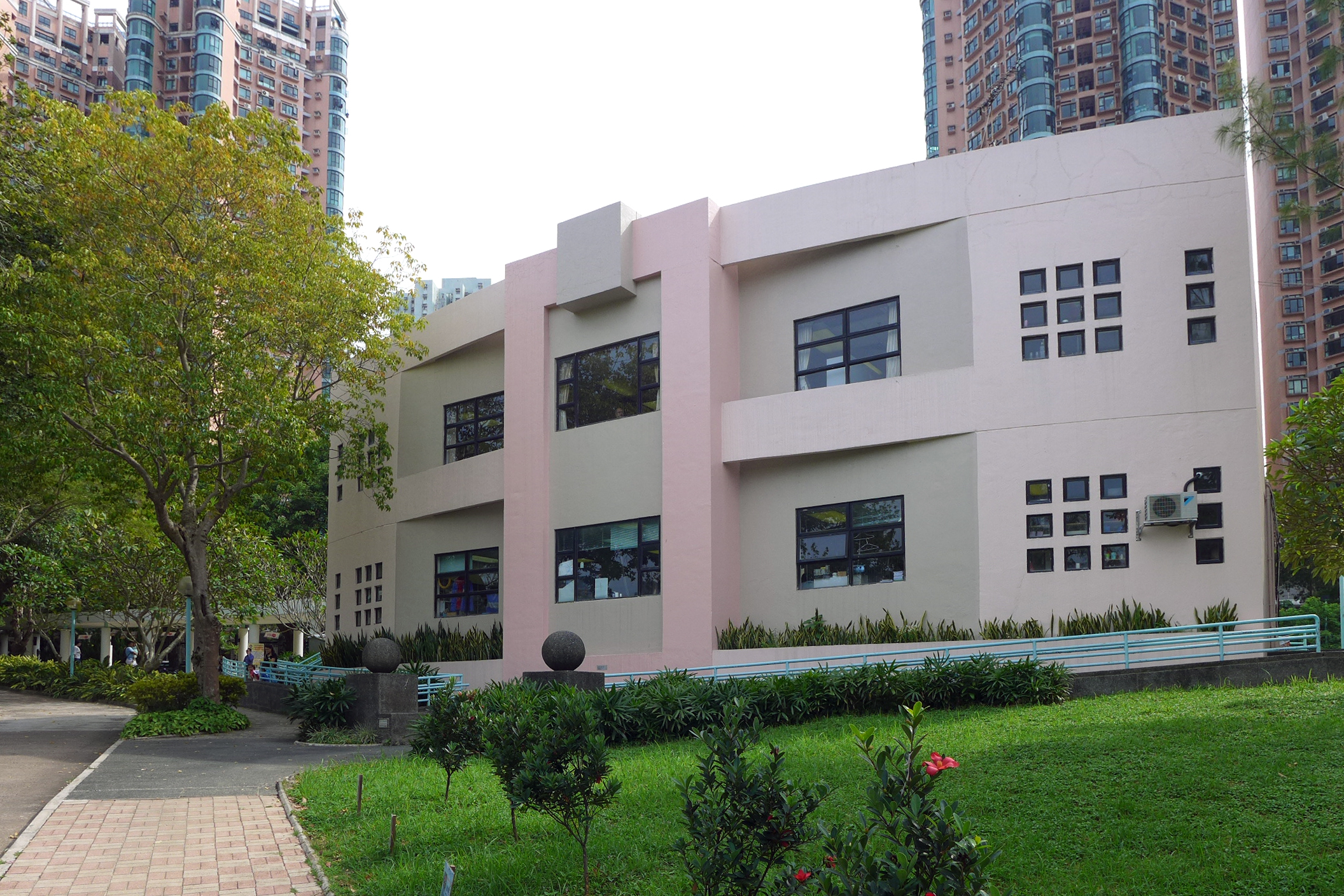
營地辦事處
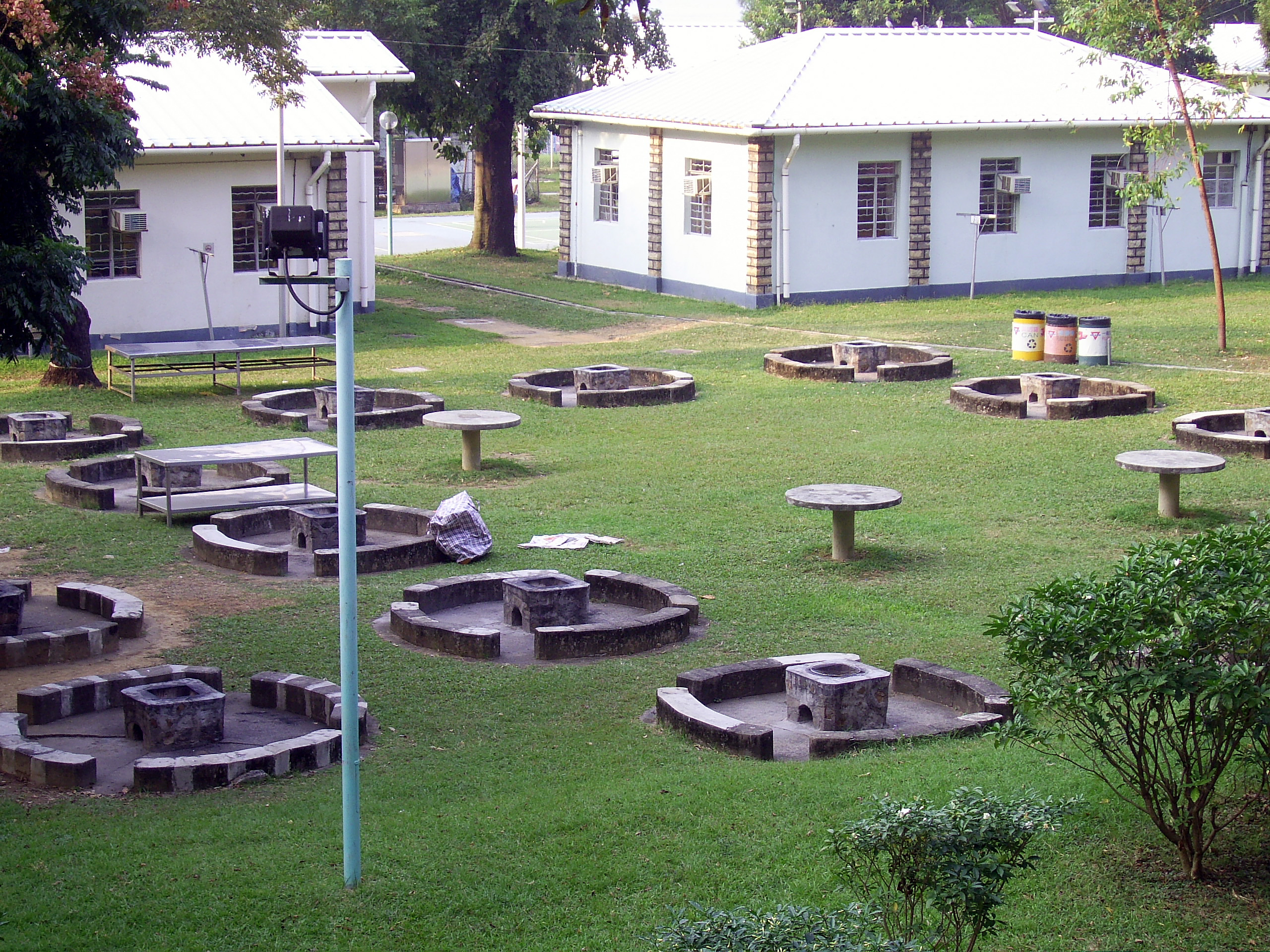
燒烤場
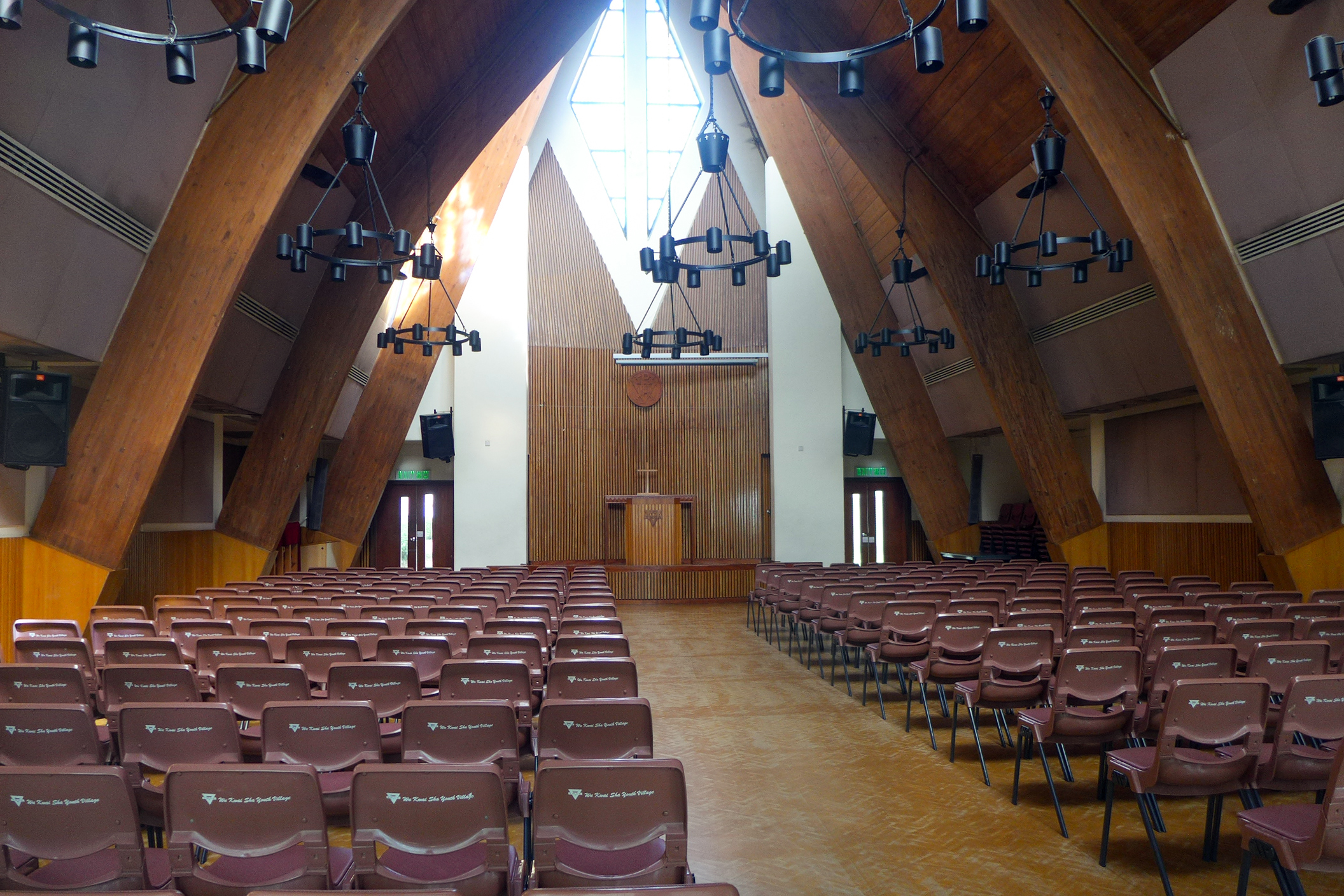
禮拜堂
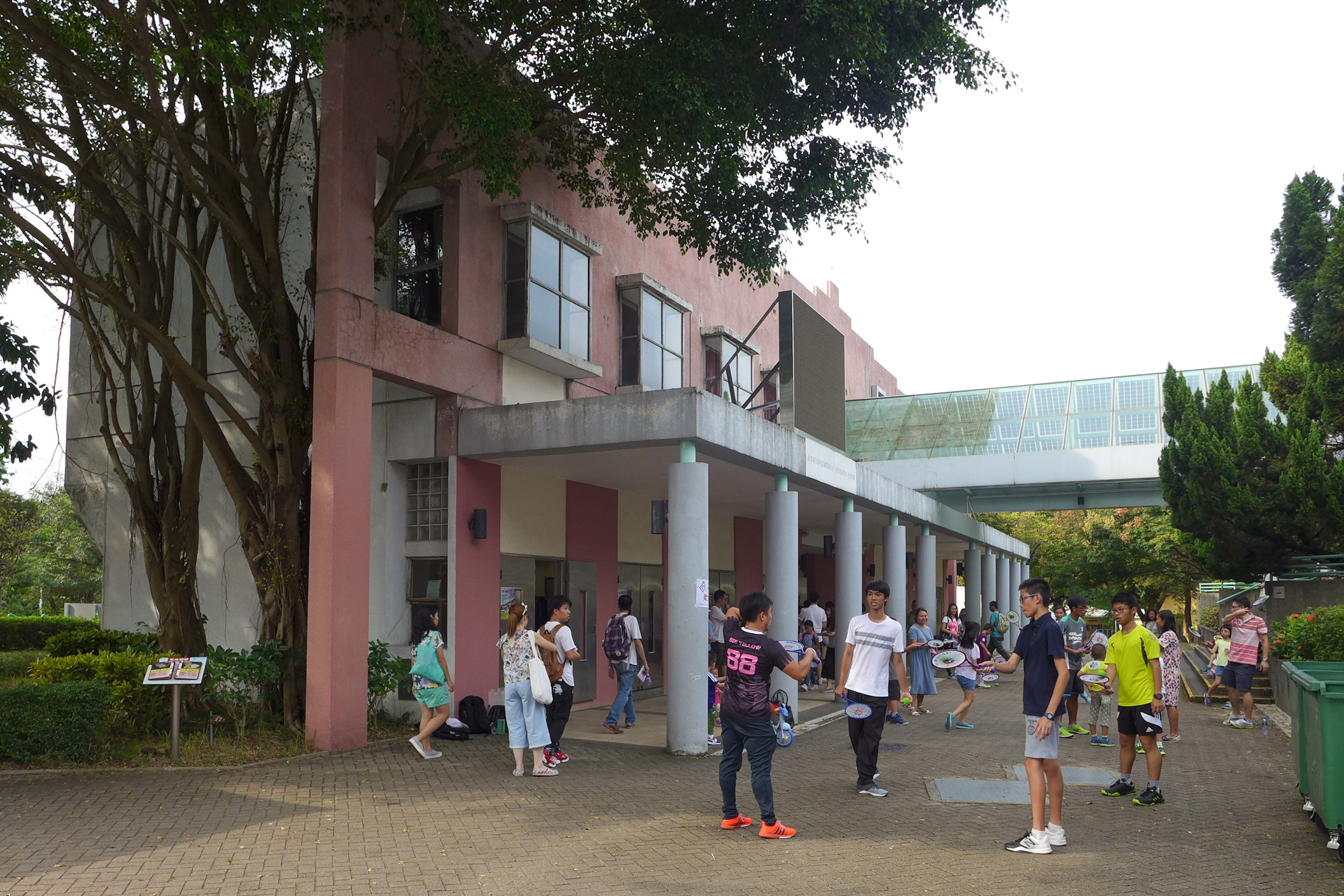
多用途活動室
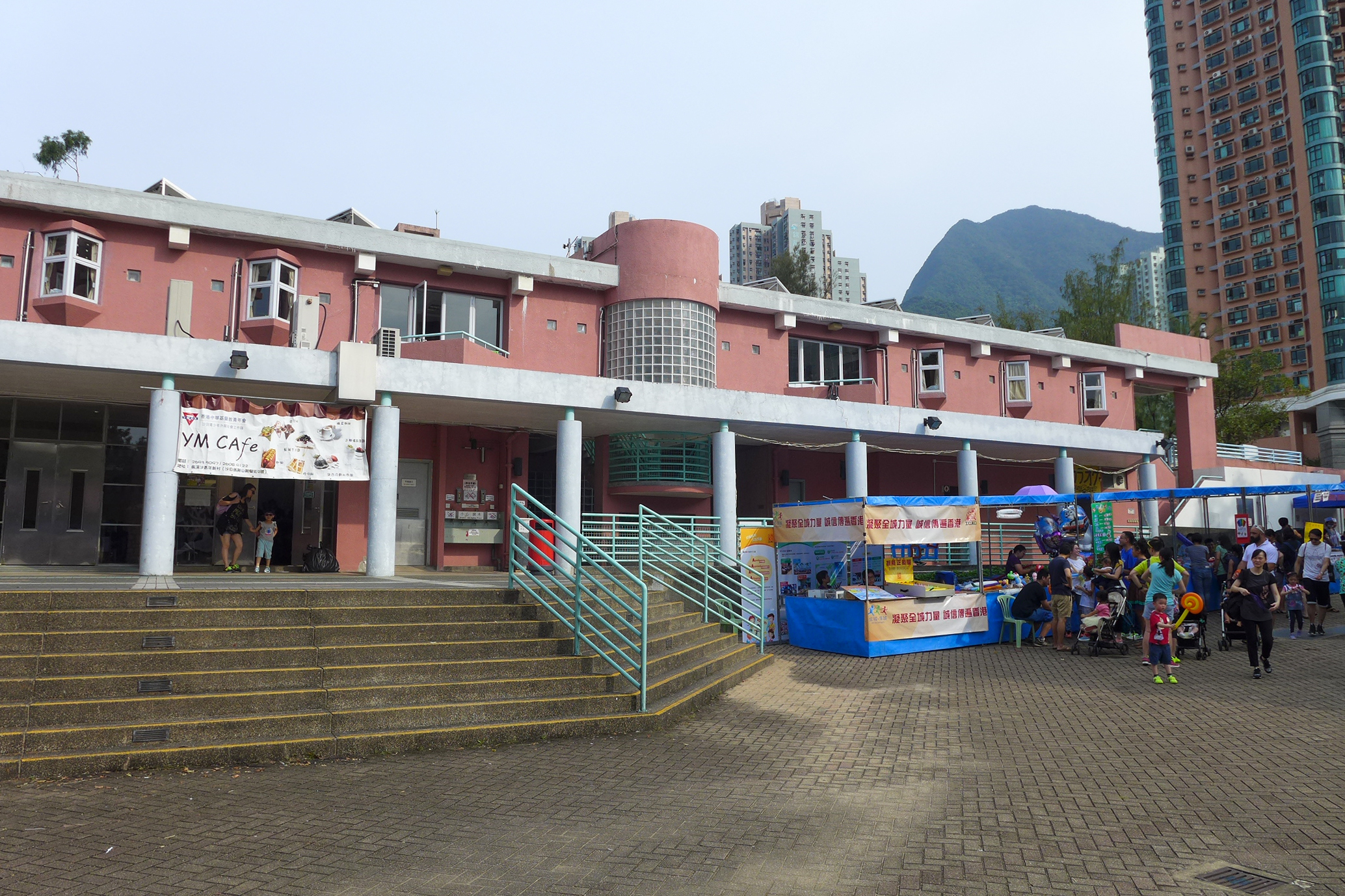
食堂
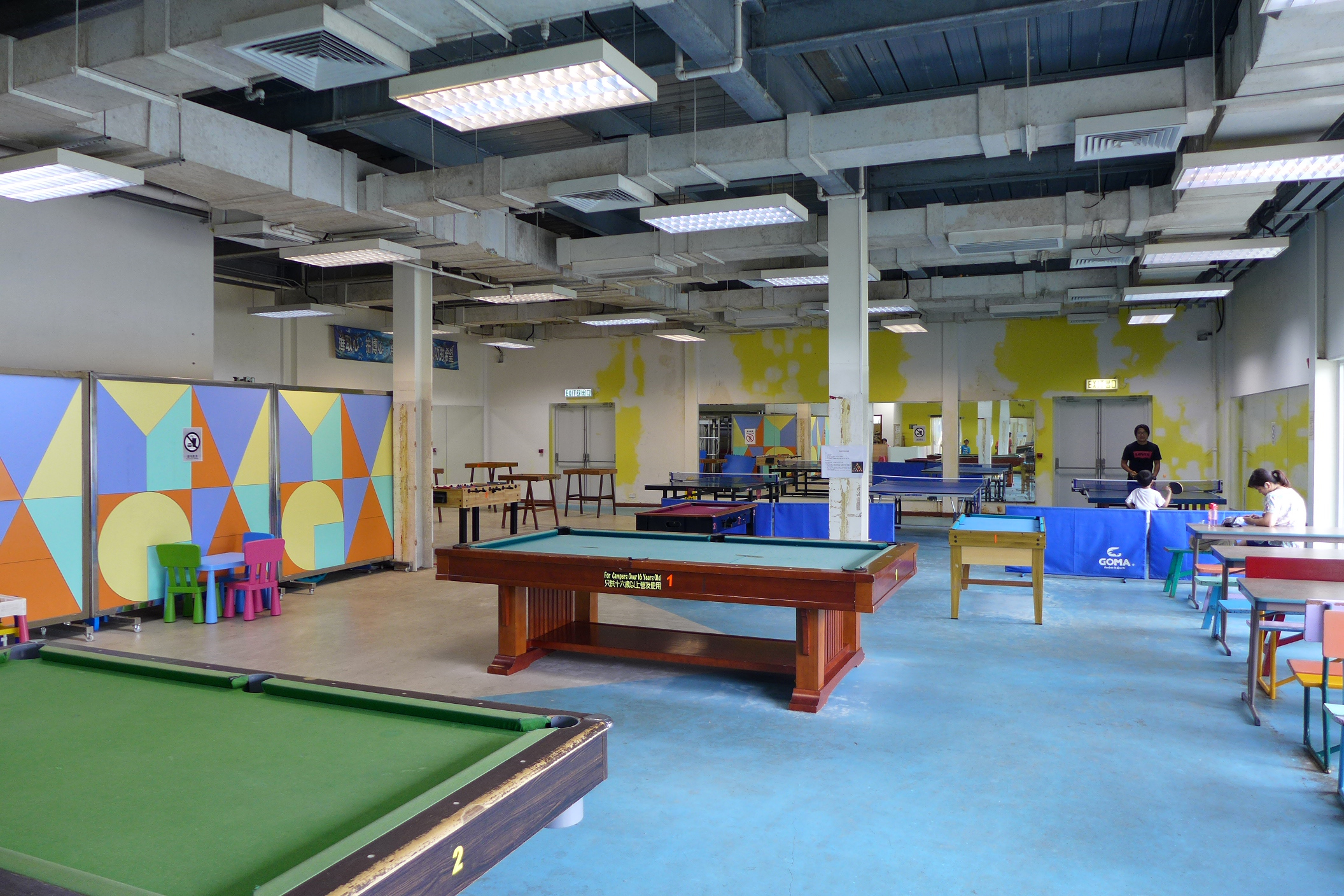
康樂室
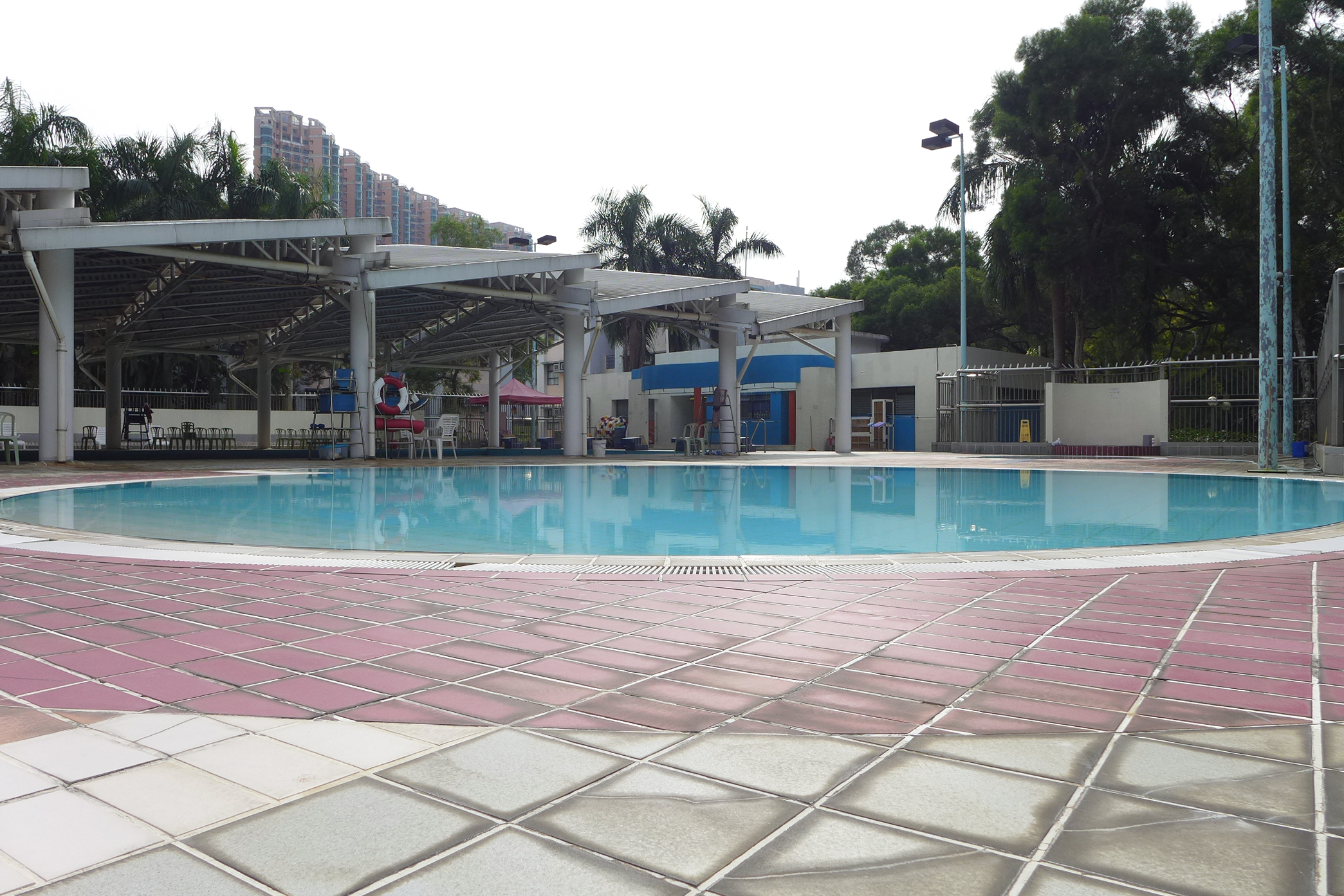
游泳池
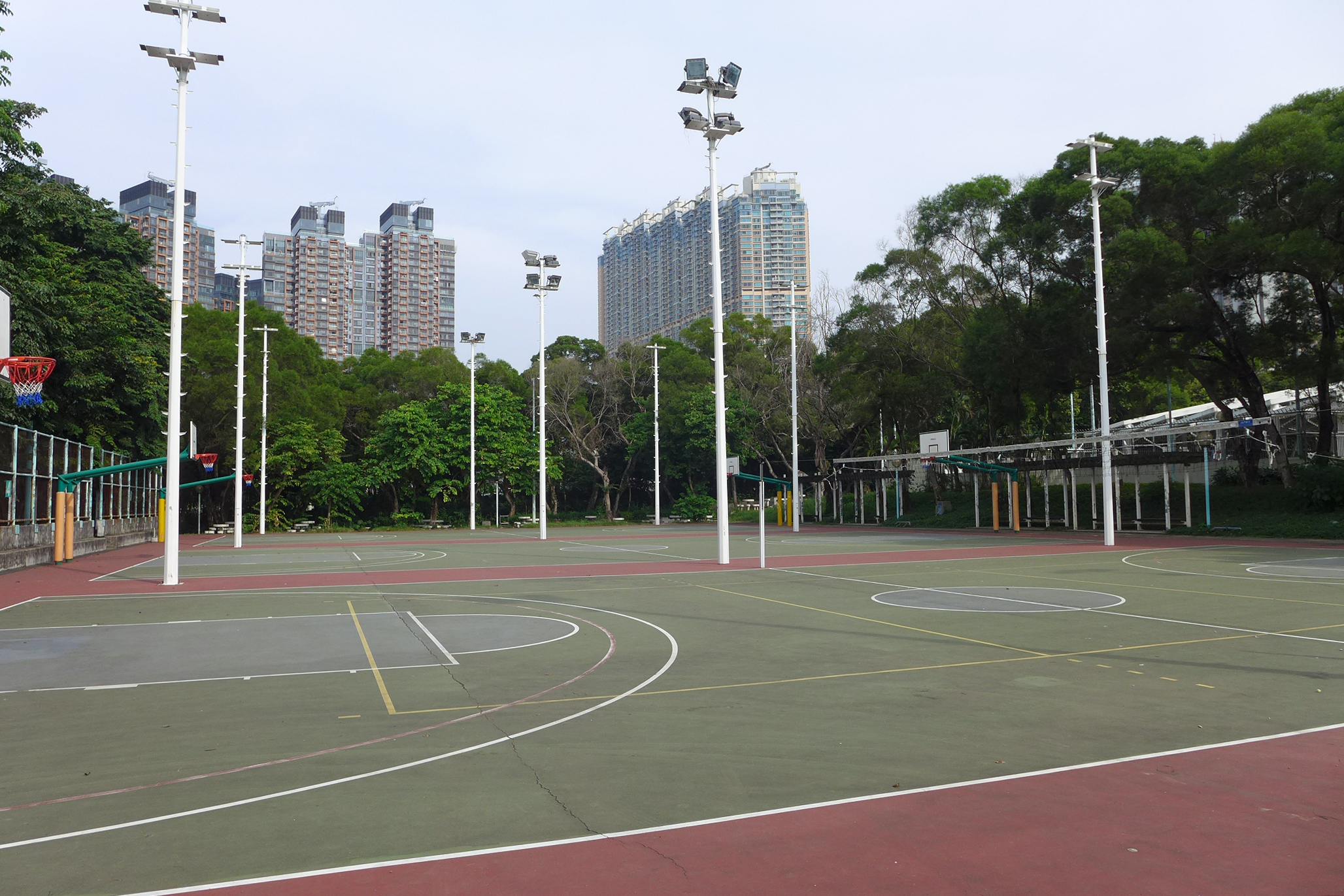
籃球場
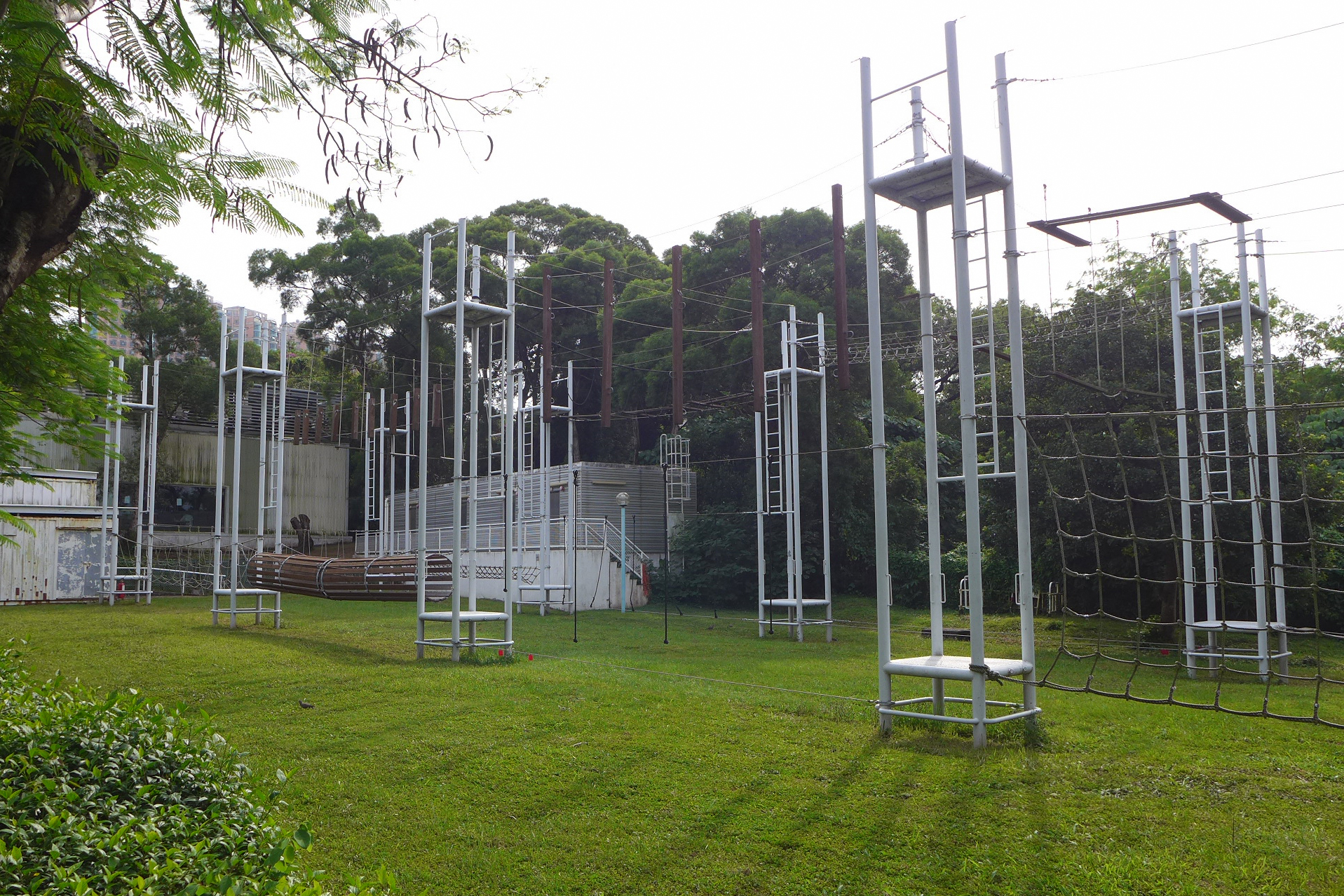
繩網陣
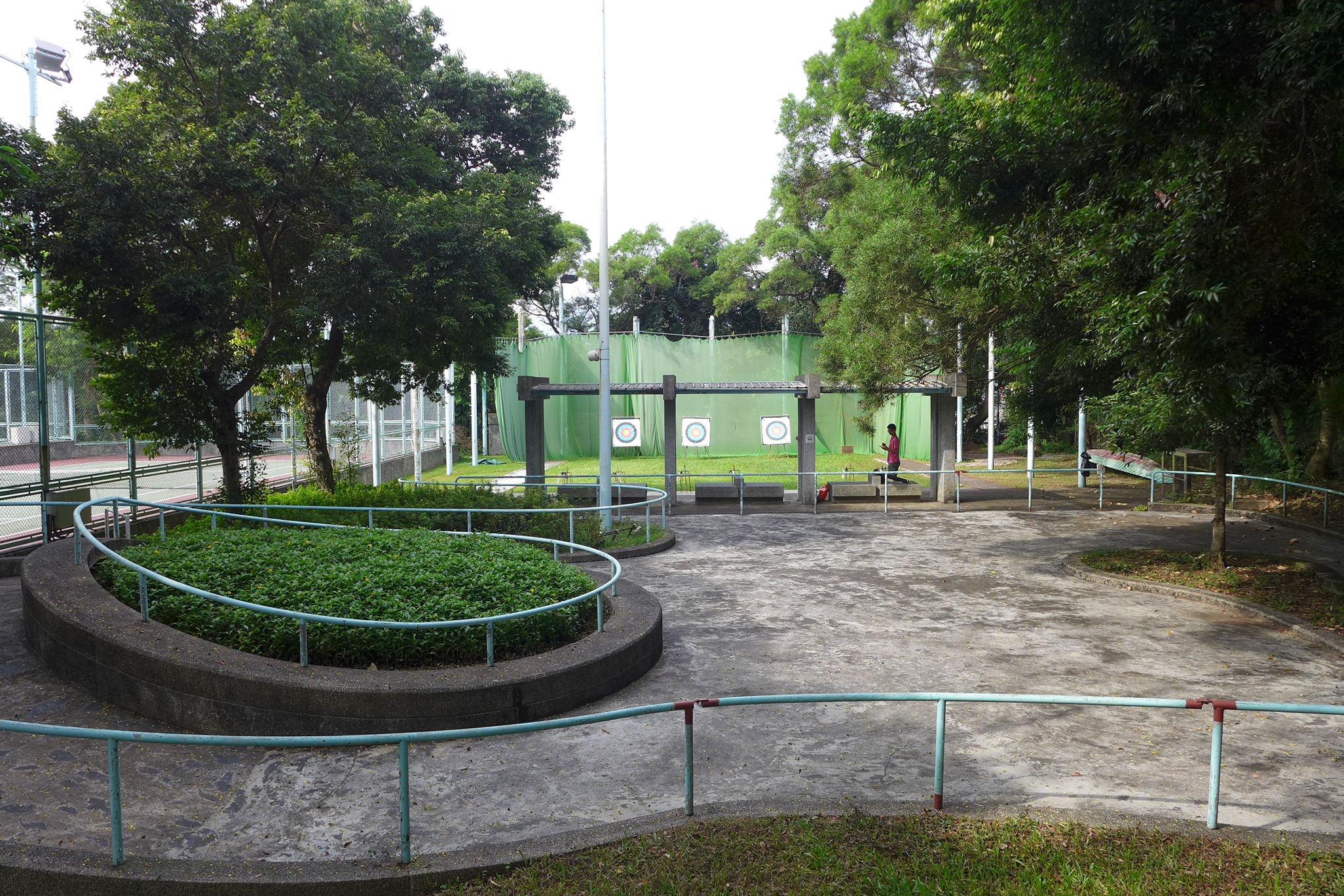
射箭場

## 宿營服務
烏溪沙青年新村現有16人團體營舍23間（內設四間睡房，每房設兩張雙層床）、6人團體營房36間（內設三張雙層床）、6人家庭營房34間（內設兩間睡房，分別設兩張雙層床及兩張單人床）、4人家庭營房10間（內設一間睡房，設有兩張單人床及一張雙層床）及8人家庭營舍10間（內設四間睡房，每房設兩張單人床），共提供1160個宿位。每間營舍均設有空調睡房及熱水浴室，而家庭營房更設有電視、雪櫃、開放式廚房及簡單廚具供營友使用。
- 團體營：供註冊之社團、學校、教會、工廠、及店號申請使用。
- 家庭營：供家庭申請使用，參加成員必須屬父母子女。
- 日營：供註冊團體申請，入營人數不得少於1人。

## 香港體育學院

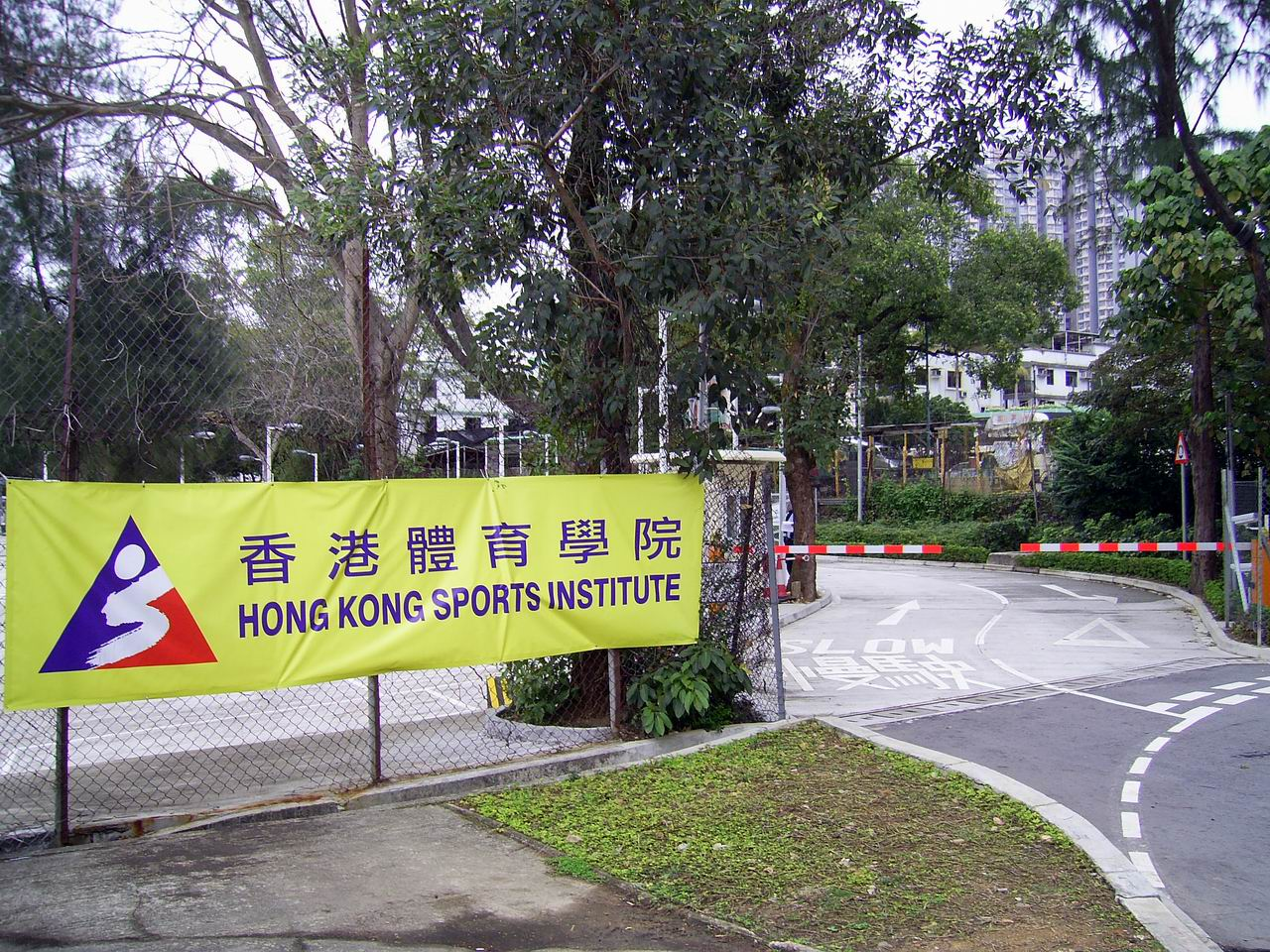
因應香港體育學院原址改建，學院設施在2006年9月至2010年5月暫時遷往青年新村

香港協辦2008年北京奧運馬術項目，沙田馬場因此需要擴建，香港唯一訓練運動員的香港體育學院亦於2007年初至2008年底暫時遷移。運動員無奈的被迫遷至偏遠的烏溪沙青年新村作為臨時基地。因宿位大減，這亦對租用營地的人士（主要是教會團體舉行活動、退修/訓練營及大學的迎新營）造成影響。
體育學院位於火炭的原校址已於2010年5月完成重建工程，遷回火炭後體院借用青年新村的場地亦已全數歸還。

## 開放時間
宿營團體入營時間為下午4時後，離營時間為離營日1時30分前。如需提早入營或延遲離營必需繳交當日之日營費用。日營團體入營時間為早上9時後，離營時間為下午5時前。

## 外部連結
- 烏溪沙青年新村 （页面存档备份，存于）